# Peltaster cycloplax
Peltaster cycloplax är en sjöstjärneart som beskrevs av Fisher 1913. Peltaster cycloplax ingår i släktet Peltaster och familjen ledsjöstjärnor. Inga underarter finns listade i Catalogue of Life.